# Blood Omen: Legacy of Kain
Blood Omen: Legacy of Kain (alternatywne nazwy: Kain the Vampire lub The Pillars of Nosgoth) – przygodowa gra akcji i cRPG, utrzymana w stylistyce fantasy, otwierająca serię Legacy of Kain.
Opowiada o walce dwóch ras – Starożytnych Wampirów oraz Hyldenów w quasi-średniowiecznym świecie Nosgoth. Gracz wciela się w rolę nowo narodzonego wampira o imieniu Kain, który zamierza pomścić swoją śmierć z ręki nieznanych sprawców. Pierwotnie wyposażony jest jedynie w miecz, lecz później zdobywa kolejne magiczne przedmioty i uczy się zaklęć. Staje się także zdolny do przemiany w nietoperza.
Gra sprzedała się umiarkowanie dobrze na konsoli 3DO i słabo na komputerach osobistych, lecz mimo to jest uznawana za klasyka gatunku.

## Fabuła

### Bohaterowie i postacie
- Kain

Dawniej bogaty szlachcic z miasta Coorhagen, teraz wampir, którego sens istnienia wypełnia zemsta na swoich zabójcach. Mimo często ironicznych uwag oraz aroganckiego nastawienia co do losu Nosgoth oraz jego mieszkańców, Kain jest postacią tragiczną. Możemy to często wywnioskować z czynionych przez niego uwag ("The town of Steinchencröe bore with it the infamous aroma of its inhabitants. In life, I would not have graced the place with my presence. In death, I merely added to the stench.")
- Ariel

Strażniczka Filaru Balansu, zamordowana tuż przed przemianą Kaina. Ze względu na powolny rozpad Filarów jej dusza została związana z nimi na zawsze (bądź do ich całkowitej odnowy). Twarz Ariel również odzwierciedla nieubłaganą śmierć świata – jej twarz do połowy przedstawia ludzką czaszkę. Strażniczka służy Kainowi za przewodnika w jego mrocznym zadaniu, mówiąc o kolejnych miejscach, do których musi się udać.
- Mortanius Nekromanta

Strażnik Filaru Śmierci, który oferuje Kainowi żywot wampira, by ten mógł dokonać swojej zemsty. Razem z Mobiusem rozpoczął rebelię, która wyrwała władzę nad Filarami wampirom, a dała ludziom. Gdy okazało się, że śmierć Ariel oraz szaleństwo Nurpratora skalały Filary, Mortanius postanowił działać, wskrzeszając Kaina i radząc mu udać się do Pilarów po radę.
- Moebius

Strażnik Filaru Czasu, mistrz intryg. Manipuluje Kainem od początku, próbując zrealizować swój cel – wyplenić z Nosgoth wszystkie wampiry. Dzięki paradoksowi czasu staje na czele rebelii ludzi przeciwko wampirom.
- Nupraptor Mentalista

Strażnik Filaru Umysłu, oszalały z rozpaczy po śmierci swojej ukochanej Ariel. Szaleństwo Nurpratora w połączeniu z jego mocami umysłu rozprzestrzeniło się na wszystkich członków kręgu, przez ich Filary zaczęły się rozpadać.
- Malek Sarafan

Strażnik Filaru Konfliktu, będący duszą zaklętą w zbroję. Malak zawiódł niegdyś w ochronie członków Kręgu przez Voradorem, który zabił jego pięciu członków. Został za to skazany na wieczne potępienie przez Mortaniusa, który uwięził na wieki duszę Malaka w jego zbroi.
- Azimuth Planarna – Strażniczka Filaru Wymiaru
- Bane Druid – Strażnik Filaru Natury
- DeJoule Energista – Strażniczka Filaru Energii
- Anacrothe Alchemik – Strażnik Filaru Stanów
- William Sprawiedliwy/Nemesis
- Elzevir – postać przejmująca władzę nad duszami
- Hash'ak'gik – znany też jako Ciemna Istota i Niewypowiedziany
- Król Ottmar – władca Willendorfu

### Zgromadzenia
- Krąg Dziewięciu – grupa strażników służących The Pillars
- Zakon Sarafanów – zakon łowców wampirów

### Budowle i miejsca
- Nosgoth – kraina, gdzie rozgrywa się większość akcji w serii Legacy Of Kain
- Willendorf – miasteczko, którego władcą był Król Ottmar
- The Pillars – starożytna budowla chroniąca Nosgoth

## Blood Omnicide
Blood Omnicide jest fanowskim, rosyjskim remakiem Blood Omen: Legacy of Kain. Dzięki niemu możliwe będzie uruchomienie gry na najnowszym sprzęcie, w wysokiej rozdzielczości oraz w pełnym trójwymiarze 3D. Remake oparty jest na silniku pierwszej części Quake'a.